# Bonus Army

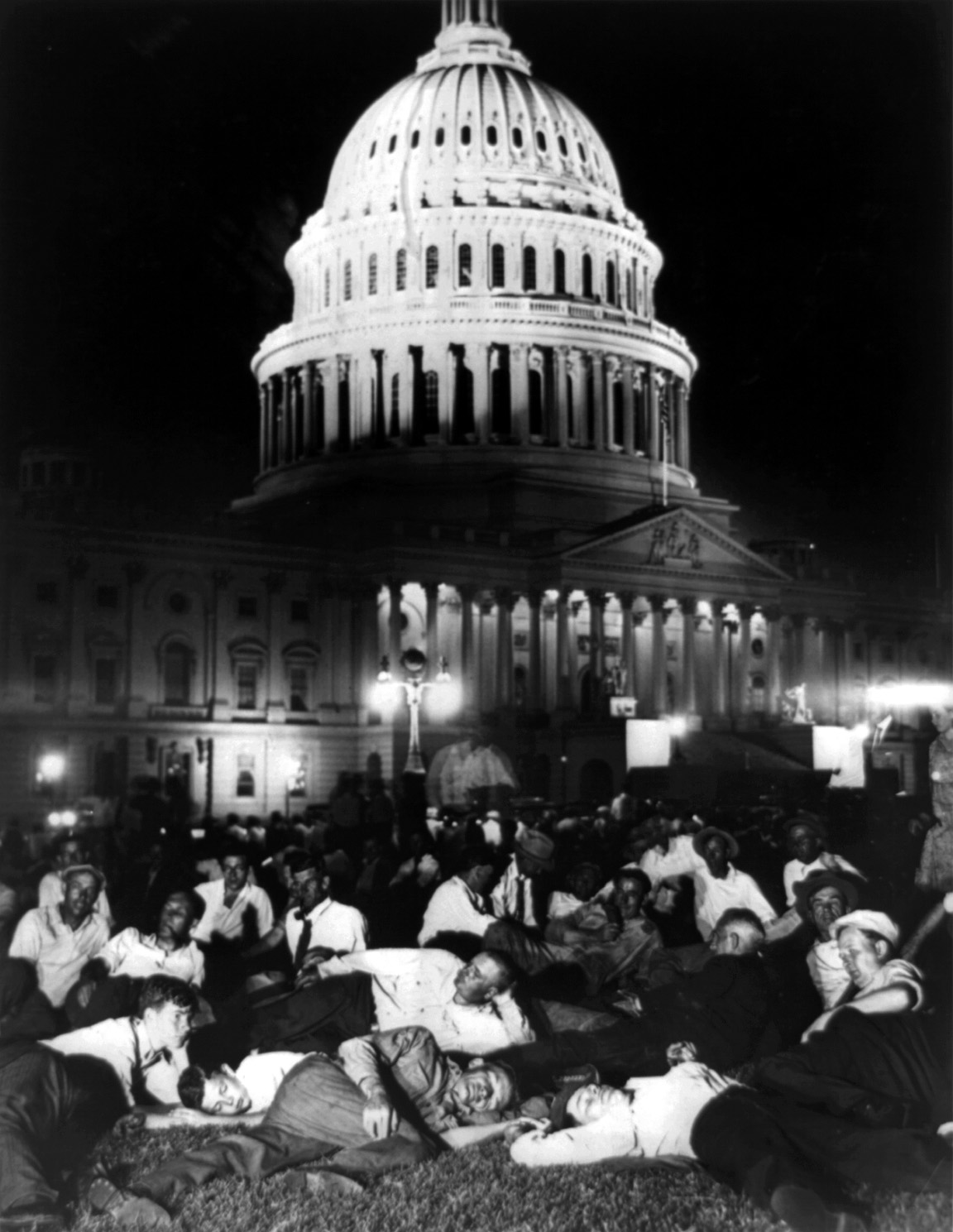
Mitglieder der Bonus Army kampieren auf dem Rasen vor dem Kapitol

Bonus Army war im Jahr 1932 in den Vereinigten Staaten die volkstümliche Bezeichnung für eine 43.000 Personen umfassende Demonstrantengruppe in der Bundeshauptstadt Washington, D.C., bestehend aus etwa 17.000 Veteranen aus dem Ersten Weltkrieg mit ihren Ehefrauen und Kindern sowie einigen Gruppierungen, welche sich diesen angeschlossen hatten. Der offizielle Name, Bonus Expeditionary Force, lehnte sich an die Vergangenheit des US-Militärs an, besonders aber an die American Expeditionary Forces des Ersten Weltkrieges. Einer ihrer wichtigsten Sprecher war Sergeant a. D. Walter W. Waters.
Viele ehemalige Soldaten waren seit Beginn der Great Depression arbeitslos. Der World War Adjusted Compensation Act von 1924 gewährte ehemaligen Soldaten Boni in Form von Zertifikaten, welche aber bis 1945 nicht eingelöst (bzw. ausgezahlt) werden konnten.

## Vorgeschichte
1776, mit Entstehung der Unabhängigkeitserklärung, wurden auch Boni als Bezahlung für Soldaten eingeführt. Sie errechneten sich aus dem Sold des Soldaten und seinem möglichen Verdienst als Zivilist während seiner Militärzeit.
Im Spanisch-Amerikanischen Krieg 1898 wurden erstmals keine Boni ausgezahlt und spätestens im Ersten Weltkrieg wurde daraus eine letztlich unbeherrschbare politische Krise.
Zu Beginn der Great Depression wurde der Priester James Renshaw Cox (1886–1951) bekannt, als er begann, verarmten Bauern und Landarbeitern zu helfen. Im Januar 1932 führte Cox einen Protestmarsch von ca. 25.000 Arbeitern nach Washington, D.C. Mit diesem Demonstrationszug – volkstümlich Cox's Army genannt – wollte er auf die Verelendung dieser Menschen aufmerksam machen und die Regierung zum Handeln zwingen.

## Chronologie der Ereignisse
Am 15. Juni 1932 beschloss das Repräsentantenhaus das Wright-Patman-Bonus-Gesetz, um den Auszahlungstermin etwas vorzuverlegen.
Am 17. Juni 1932 lehnte der Senat dieses Gesetz mit 62 zu 18 Stimmen ab. Während dieser Zeit belagerten die Demonstranten das Kapitol und hofften auf eine Erklärung Präsident Herbert Hoovers. Nahezu die gesamte Bonus Army lebte in meist schnell errichteten Hütten in Elendsvierteln (auch Hoovervilles genannt) entlang des Anacostia Rivers. Einer der bekanntesten Offiziere, Generalmajor a. D. Smedley D. Butler, besuchte demonstrativ die Veteranen und versicherte diesen die Loyalität des Militärs.
Am 28. Juli 1932 ordnete der United States Attorney General William D. Mitchell die Auflösung der Bonus Army und deren Vertreibung aus der Hauptstadt an; gleichzeitig sprach er ein Demonstrationsverbot auf Regierungsbesitz aus. Die Situation eskalierte, als 800 Polizisten der Stadt Washington diesen Befehl auszuführen versuchten; dabei wurden zwei Demonstranten erschossen.
- William Hushka (1895–1932), ein litauischer Einwanderer[3]
- Eric Carlson (1894–1932), ein US-Veteran.[3]

Als Präsident Hoover von der Eskalation erfuhr, befahl er Mitchell, die Armee zur Unterstützung einzusetzen. Douglas MacArthur, Chief of Staff of the Army, verlegte sofort das 12th Infantry Regiment (Fort Howard, Maryland) und das 3rd Cavalry Regiment in die Hauptstadt. Zur Unterstützung dieser Truppenteile fuhren unter Befehl von Major George S. Patton dann noch sechs Panzer auf.
Nach der Loyalitätsbekundung durch Smedley D. Butler kam der Angriff der Kavallerie für die Demonstranten überraschend. Sofort im Anschluss daran rückte die Infanterie vor. Die Veteranen waren nahezu unbewaffnet und die Soldaten setzen flächendeckend Gas ein. Neben vier Toten und über tausend z. T. schwer Verletzten auf Seite der Demonstranten hatten die Polizisten ca. 70 Verletzte zu beklagen; von den Soldaten ist diesbezügliches nicht bekannt.
Als Präsident Hoover über die Ausmaße der Situation informiert wurde, ließ er die Aktion sofort abbrechen. MacArthur befürchtete allerdings, die Bonus Army wolle die US-Regierung stürzen, und ließ erneut angreifen. Die Veteranen flohen über den Fluss und wurden im Verlauf der nächsten Stunden alle aus der Stadt gejagt. Ihre Habseligkeiten wie auch ihre Hütten wurden verbrannt. Während dieser gesamten Krise fungierte Dwight D. Eisenhower als einer von MacArthurs Adjutanten.

## Nachwirkung
Im Wahlkampf 1932 hatte Franklin D. Roosevelt bereits den New Deal zu seinem Thema gemacht. Bereits Anfang Mai 1933 hatte man über das Civilian Conservation Corps (CCC) durch Arbeitsbeschaffungsmaßnahmen viele Arbeitsplätze geschaffen.
Als nun Mitte Mai 1933 ein zweiter – allerdings weitaus kleinerer – Marsch auf die Hauptstadt stattfand, konnte die Situation sehr schnell beruhigt werden. Wer sich bis zum 22. Mai dem CCC angeschlossen hatte, bekam beinahe sofort Arbeit zugewiesen. Wer dies ablehnte und eine solche Arbeit nicht annehmen wollte, konnte auf Kosten der Regierung (und ohne Strafverfolgung) nach Hause fahren.

## Adaption
William Randolph Hearst beauftragte über seine Firma Cosmopolitan Productions den Regisseur Gregory La Cava, dieses Drama zu verfilmen. Es entstand aber weniger eine Darstellung der tatsächlichen Ereignisse, denn eine Verfilmung eines Romans von Thomas Frederic Tweed (1890–1940). Unter dem Titel Gabriel over the White House (Dt. Zwischen Heute und Morgen) kam der Film ab Dezember 1933 in die Kinos.